# The Bolshoi
The Bolshoi fue un grupo musical inglés bastante conocido a finales de los años 1980 gracias a éxitos como Sunday Morning o Away.

## Historia
La banda se formó en 1984 en Bath. Componían la formación original Trevor Tanner como cantante y guitarrista, el batería Jan Kalicki, y Nick Chown al bajo. Tanner y Kalicki habían tocado juntos en Moskow, una banda punk de corta duración. Pronto aparecen como teloneros de importantes bandas de la época como The Cult, The March Violets y The Lords of the New Church. En 1985, la banda lanza su primer sencillo, Sob Story, seguido por el miniálbum Giants que incluía el sencillo Happy Boy. El boca a boca fue tal que The Bolshoi fueron capaces de vender muchas de sus primeras actuaciones como cabeza de cartel.
La banda emigró a Londres en 1985 añadiendo a Paul Clark como tecladista. En 1986 lanzaron su primer álbum de larga duración, Friends ampliando su gira fuera del Reino Unido en Estados Unidos, América del Sur y Polonia. En 1987 presentaron el álbum Lindy's Party con un sonido más orientado hacia el pop con canciones muy pegadizas y comerciales.
The Bolshoi fue siempre difícil de clasificar. Se ha descrito su sonido como pre rock gótico, muy similar actuando en vivo a Bauhaus. Estos, más conocidos, pertenecían a la misma discográfica. Tanner fue reconocido por sus letras meditativas y oscuras.
Después del exitoso Lindy's Party, la banda grabó un cuarto álbum, pero los problemas con su sello discográfico impidió que llegase al mercado y la banda se disolvió al mismo tiempo que la década de 1980 llegaba a su fin. El cuarto álbum inédito, titulado Country Life, continuó en las bóvedas de la discográfica Beggars Banquet Records hasta 2015, año en que la discográfica decidió editarlo con ayuda de David Paul Wyatt Perko, director creativo de la discográfica actual de Trevor Tanner. La nueva grabación de 'Country Life' está disponible en un box-set de 5 CD, que contiene todo el material editado por la banda.

## Discografía

### Álbumes de estudio
- Giants (1985)
- Friends (1986)
- Lindy's Party (1987)
- Country Life (grabado en 1988, editado en 2015)

### Recopilaciones
- Bigger Giants (1990)
- A Way - Best of The Bolshoi (1999)